# Boulevard Dagenais
Le boulevard Dagenais est une artère d'orientation est ouest, située à Laval au Québec.

## Situation et accès
Le boulevard a une longueur d'environ 13,5 km. C'est une route bidirectionnelle variant d'une à deux voies par direction. Il débute à l'est à la jonction de la conversion de l'autoroute Papineau en avenue Papineau. Après avoir traversé une partie de Vimont, son tracé est interrompu sur un peu plus d'un kilomètre (bois de Naples). Il se poursuit ensuite vers l'ouest en croisant le boulevard Industriel, le boulevard Le Corbusier, l'autoroute des Laurentides, le boulevard du Curé-Labelle, l'autoroute Chomedey pour finalement se terminer à la jonction du boulevard Arthur-Sauvé.

## Origine du nom
Il rend hommage à Lucien Dagenais, maire de Fabreville entre 1953 et 1965.

## Historique
Initialement connu sous le nom de « Petite Côte de Sainte-Rose », le boulevard Dagenais est prolongé à plusieurs reprises avec le développement résidentiel rapide de Laval au XXe siècle, traversant de nos jours environ la moitié de l'île Jésus. Son nom lui actuel lui est attribué le 6 juin 1960 et l'odonyme est officialisé le 6 septembre 1989 par la Commission de toponymie. 